# Dejuna straminea
Dejuna straminea är en insektsart som först beskrevs av Stange 1970.  Dejuna straminea ingår i släktet Dejuna och familjen myrlejonsländor. Inga underarter finns listade i Catalogue of Life.